# 12. červen
12. červen je 163. den roku podle gregoriánského kalendáře (164. v přestupném roce). Do konce roku zbývá 202 dní. Svátek má Antonie.

## Události

### Česko
- 1770 – V Brně vznikla Moravská hospodářská společnost, která podporovala ekonomický rozvoj země.
- 1771 – U vsi Podmokly na Rokycansku byl nalezen depot keltských mincí – podmokelský poklad.
- 1848 – V Praze vypukly revoluční Svatodušní bouře, boje studentů a dělníků s rakouskými vojáky knížete Alfreda Windischgrätze, které trvaly do 17. června.
- 1869 – Emil Škoda odkoupil plzeňskou strojírnu.
- 1902 – V Praze Holešovicích zahájilo činnost Lidové divadlo Uranie.
- 1960 – Proběhly volby do Národního shromáždění a do národních výborů všech stupňů. Jednotná kandidátka Národní fronty obdržela opět více než 99 % hlasů všech oprávněných voličů.
- 1965 – V Praze v hudebním divadle Karlín proběhlo první finále mezinárodní hudební soutěže Intervize.

### Svět
- 1550 – Švédský král Gustav I. Vasa založil město Helsinki.
- 1817 – Německý vynálezce Karl Drais představil v Mannheimu dopravní prostředek Laufmaschine (běhací stroj), později nazvaný draisina (drezína), předchůdce jízdního kola.
- 1898 – Filipíny získaly nezávislost.
- 1967 – Odstartovala sonda Veněra 4.
- 2008 – Irové v referendu odmítli Lisabonskou smlouvu.
- 2016 – Kolem 50 lidí bylo zabito a 53 zraněno při teroristickém útoku na gay klub ve floridském městě Orlando.

## Narození

### Česko
- 1676 – Jan Mořic Gustav z Manderscheid-Blankenheimu, arcibiskup pražský († 26. října 1763)
- 1755 – Antonín Borový, skladatel († 29. března 1832)
- 1764 – Josef von Smola, generálmajor, vrchní velitel rakouského dělostřelectva († 29. listopadu 1820)
- 1812 – František Karel Drahoňovský, básník-humorista († 10. února 1881)
- 1825 – František Tilšer, český matematik a filosof († 5. února 1913)
- 1833 – Jan Hławiczka, st., slezský komunální politik († 10. srpna 1925)
- 1840 – Jakub Arbes, spisovatel a novinář († 8. dubna 1914)
- 1845 – Ota Kříž, český strojník, polárník a cestovatel († 16. března 1874)
- 1856 – Gustav Gross, železniční odborník, manažer a politik († 23. února 1935)
- 1863
  - Vladislav Kalousek, klasický filolog († 26. prosince 1906)
  - Lev Skrbenský z Hříště, arcibiskup († 24. prosince 1938)
- 1869
  - Alois Lang, kněz, básník a esejista († 6. května 1957)
  - Antonín Slavík, československý politik († 22. července 1948)
- 1881 – Karel Chotek, etnograf († 24. září 1967)
- 1887 – František Zuska, malíř, sochař a medailér († 27. ledna 1955)
- 1901 – Pravoslav Nosek, československý politik († ?)
- 1903 – Antonín Devátý, houslista, dirigent a hudební skladatel, († 25. května 1984)
- 1913 – František Krajčír, komunistický politik († 16. května 1986)
- 1921 – Stanislav Kocourek, československý fotbalový reprezentant († 14. září 1992)
- 1924 – Igor Němec, český bohemista († 11. července 2005)
- 1925 – Sigmund Bakala, člen protikomunistického odboje († 4. září 1951)
- 1927 – Stanislav Rosypal, mikrobiolog a molekulární biolog († 22. srpna 2012)
- 1928
  - Jindřich Kovařík, malíř, ilustrátor, grafik a typograf
  - Karel Láznička, československý volejbalový reprezentant († 12. června 2010)
- 1929
  - Jan Čáka, výtvarník a spisovatel
  - Miloš Kaláb, kanadský chemik českého původu
  - Josef Machek, český statistik († 24. října 2006)
- 1930
  - Jan Bistřický, historik, archivář, pedagog († 21. října 2008)
  - Adolf Born, malíř, kreslíř, ilustrátor
- 1941 – Marie Drahokoupilová, herečka
- 1942 – Jan Fencl, ministr zemědělství
- 1943 – Aleš Lamr, malíř († 16. února 2024)
- 1946 – František Duchoň, soudce Ústavního soudu
- 1947 – Vojta Dukát, moravský fotograf
- 1950 – Martin Mysliveček, český klasický kytarista
- 1953 – Jan Štern, televizní dramaturg a producent a politik
- 1954 – Jana Galinová, herečka
- 1962 – Petr Čermák, horolezec a sportovní lezec
- 1965 – Filip Topol, zpěvák, pianista a textař, vůdčí osobnost skupiny Psí vojáci († 19. června 2013)
- 1984 – Michal Barinka, hokejista
- 1997 – Sabina Rojková, herečka

### Svět

George H. W. Bush (1924–2018)

- 1107 – Kao-cung, vládce čínské říše Sung († 9. listopadu 1187)
- 1519 – Cosimo I. de Medici, velkovévoda toskánský († 21. dubna 1574)
- 1746 – Antoine Quentin Fouquier-Tinville, francouzský revolucionář († 7. května 1795)
- 1802 – Harriet Martineauová, anglická spisovatelka a socioložka († 27. června 1876)
- 1814 – Constanze Dahnová, německá herečka francouzského původu († 26. března 1894)
- 1819 – Charles Kingsley, anglikánský kněz, historik a spisovatel († 23. ledna 1875)
- 1827 – Johanna Spyri, švýcarská spisovatelka († 1901)
- 1837 – Jan IV. Etiopský, etiopský císař († 10. březen 1889)
- 1850 – Georges Demenÿ, francouzský vynálezce a gymnasta († 26. října 1917)
- 1858 – Henry Scott Tuke, britský malíř a fotograf († 13. března 1929)
- 1861 – Karl von Banhans, ministr železnic Předlitavska († 15. července 1942)
- 1862 – Alexander Spitzmüller, ministr financí Rakouska-Uherska († 5. září 1953)
- 1865 – Anders Beer Wilse, norský fotograf († 21. února 1949)
- 1866 – André Suarès, francouzský spisovatel († 7. září 1948)
- 1870 – Ernst Stromer, německý šlechtic a paleontolog († 18. prosince 1952)
- 1873 – Karol Kulisz, polský evangelický teolog († 8. května 1940)
- 1876 – Ivan Krasko, slovenský spisovatel († 3. března 1958)
- 1878 – James Oliver Curwood, americký spisovatel († 13. srpna 1927)
- 1886 – Puniša Račić, černohorský politik v dobách království Jugoslávie († říjen 1944)
- 1887 – Julius Pokorny, německý jazykovědec († 8. dubna 1970)
- 1889 – Julius Skutnabb, finský rychlobruslař, olympijský vítěz († 26. února 1965)
- 1890
  - Perec Bernstein, ministr obchodu a průmyslu Izraele († 21. března 1971)
  - Egon Schiele, rakouský malíř († 31. října 1918)
- 1892
  - Bruno Schulz, polský spisovatel, literární kritik, malíř a grafik († 19. prosince 1942)
  - Ferdinand Schörner, velitel německé armády Protektorátu Čechy a Morava († 2. července 1973)
- 1897
  - Anthony Eden, premiér Spojeného království, rozhodný odpůrce Mnichovské dohody(† 14. ledna 1977)
  - Walter Peterhans, německý dokumentární fotograf († 12. dubna 1960)
- 1899 – Weegee, americký reportážní fotograf († 26. prosince 1968)
- 1905 – Ray Barbuti, americký sprinter, dvojnásobný olympijský vítěz († 6. července 1988)
- 1906 – Sandro Penna, italský básník († 21. ledna 1977)
- 1908 – Otto Skorzeny, rakouský voják SS († 5. července 1975)
- 1913 – Ján Svetlík, slovenský vojenský pilot († 23. března 1939)
- 1915 – David Rockefeller, americký bankéř a filantrop
- 1921 – Hans Carl Artmann, rakouský lyrik a prozaik († 4. prosince 2000)
- 1922
  - Günter Behnisch, německý architekt († 12. července 2010)
  - Margherita Hacková, italská astrofyzička († 29. června 2013)
- 1924 – George H. W. Bush, 41. americký prezident († 30. listopadu 2018)
- 1928 – Vic Damone, americký zpěvák
- 1929 – Anne Franková, oběť fašismu, známá svým deníkem († 1945)
- 1930 – Ivan Kristan, slovinský právník a politik († 16. září 2023)
- 1932 – Mamo Wolde, etiopský olympijský vítěz v maratonu († 26. května 2002)
- 1936 – Marcus Belgrave, americký jazzový trumpetista († 24. května 2015)
- 1937 – Vladimir Arnold, ruský matematik († 3. června 2010)
- 1941
  - Chick Corea, americký jazzrockový pianista († 9. února 2021)
  - Reg Presley, britský zpěvák († 4. února 2013)
  - Roy Harper, anglický rockový a folkový zpěvák, textař a kytarista
- 1943 – László Benkő, maďarský klávesista († 18. listopadu 2020)
- 1946 – George Olshevsky, americký spisovatel, paleontolog a matematik
- 1947 – Jurij Baturin, ruský politik a kosmonaut
- 1948 – István Sándorfi, maďarsko-francouzský malíř († 26. prosince 2007)
- 1949
  - Mohammed Abdou, arabský zpěvák a skladatel
  - Jens Böhrnsen, německý sociálnědemokratický politik
  - John Wetton, anglický zpěvák, baskytarista a kytarista
- 1950 – Jozef Prokeš, místopředseda slovenské vlády
- 1951
  - Brad Delp, americký hudebník († 9. března 2007)
  - Andranik Markarjan, arménský premiér v letech 2000–2007 († 25. března 2007)
- 1952 – Siegfried Brietzke, východoněmecký veslař, olympijský vítěz
- 1958 – Meredith Brooks, americká zpěvačka, skladatelka, kytaristka
- 1963 – Matej Landl, slovenský herec
- 1976 – Martin Bajčičák, slovenský běžec na lyžích
- 1979 – Diego Milito, argentinský fotbalista
- 1983 – Bryan Habana, jihoafrický ragbista
- 1992 – Malcolm David Kelley, americký herec
- 1993 – Robbie Henshaw, irský ragbista

## Úmrtí

### Česko

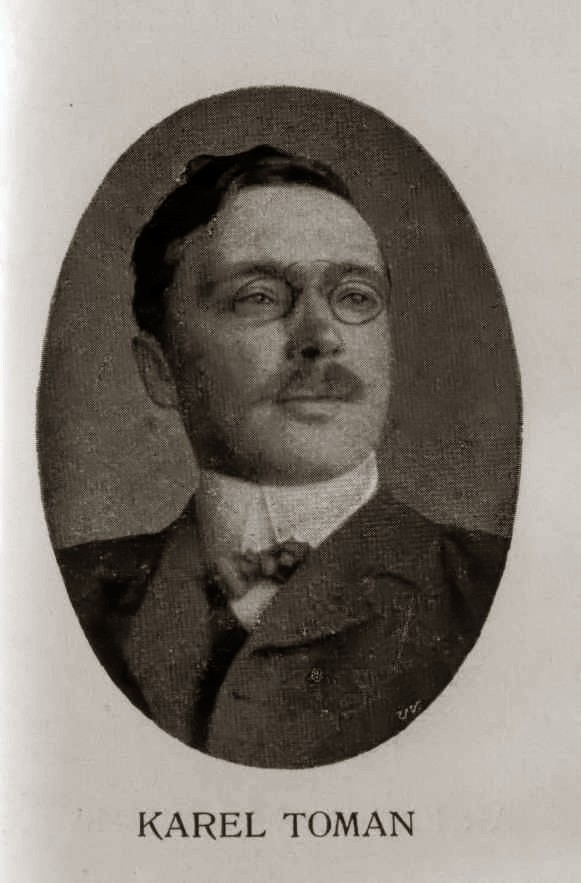
Karel Toman († 1946)

- 1697 – Matthaeus Zeidler, jezuitský teolog, rektor olomoucké univerzity (* 26. listopadu 1626)
- 1848 – Marie Eleonora Windischgrätzová, česká šlechtična, manželka Alfreda Windischgrätze (* 21. září 1796)
- 1852 – Antonín Pucherna, český malíř a grafik (* 1776)
- 1858 – Karel František Pitsch, českoněmecký varhaník, hudební skladatel a pedagog (* 5. února 1786)
- 1863 – František Václav Pštross, pražský podnikatel a politik (* 14. března 1823)
- 1876 – Wilhelm Riedel, český malíř (* 15. února 1832)
- 1905
  - Karel Schindler, lesnický odborník, pedagog a politik (* 13. června 1834)
  - Václav Vladivoj Tomek, historik a politik (* 31. května 1818)
- 1912 – Zikmund Winter, spisovatel (* 27. prosince 1846)
- 1926 – Karel Fořt, vinař a ovocnář (* 29. října 1852)
- 1927 – Karel Farský, kněz (* 26. července 1880)
- 1928 – František Hrnčíř, vlastenecký učitel a spisovatel (* 29. září 1860)
- 1938 – Antonín Adamovský, československý politik (* 24. dubna 1857)
- 1943 – Vilém Goppold von Lobsdorf, český šermíř, olympijský medailista (* 28. května 1869)
- 1946 – Karel Toman, básník (* 25. února 1877)
- 1950 – Jaroslav Kursa, heraldik, tvůrce československé státní vlajky (* 12. října 1875)
- 1955 – Josef Kalfus, národohospodář a politik (* 25. června 1880)
- 1956 – Zdena Mašínová starší, manželka Josefa Mašína (* 20. května 1907)
- 1958 – Miloš Čeleda, hudební skladatel (* 24. listopadu 1884)
- 1964 – Otakar Husák, československý generál, legionář a ministr obrany (* 23. dubna 1885)
- 1968 – Fidelio Fritz Finke, česko-německý hudební skladatel (* 22. října 1891)
- 1969 – František Kovář, třetí biskup-patriarcha Církve československé (husitské) (* 2. září 1888)
- 1979 – František Vitásek, kněz, chrámový hudebník a skladatel (* 15. července 1915)
- 1982 – Ján Oliva, československý bankéř, politik (* 14. června 1903)
- 1986 – Zdeněk Koubek, atlet a ragbista (* 8. prosince 1913)
- 1987 – Tomáš Švihovec, československý hokejový reprezentant (* 14. ledna 1900)
- 1988 – Vít Obrtel, architekt, scénograf a básník (* 22. března 1901)
- 1990 – Jaroslav Čermák, architekt (* 12. května 1901)
- 2000
  - Štěpán Benda, vysokoškolský učitel a exilový československý politik (* 24. února 1911)
  - Renáta Doleželová, herečka (* 2. června 1950)
- 2008 – Zdeněk Urbánek, spisovatel a překladatel (* 12. října 1917)
- 2010
  - Karel Láznička, československý volejbalový reprezentant (* 12. června 1928)
  - František Černý, český teatrolog a historik (* 21. února 1926)
  - Zdeněk Pulec, český trombónista, zpěvák a hudební pedagog (* 8. září 1936)
- 2012 – Robert Matula, voják a příslušník výsadku Wolfram (* 16. ledna 1918)

### Svět

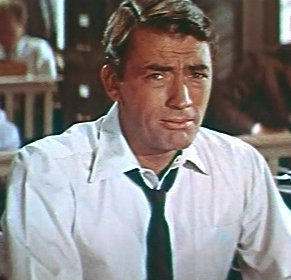
Gregory Peck († 2003)

- 1330 – Isabela Aragonská, rakouská vévodkyně a římská královna (* cca 1300)
- 1410 – Markéta Pomořanská, princezna pomořanská, vévodkyně rakouská, štýrská, korutanská a kraňská (* ?)
- 1418 – Bernard VII. z Armagnacu, francouzský hrabě (* 1360)
- 1545 – František I. Lotrinský, lotrinský vévoda (* 23. srpna 1517)
- 1560 – Jošimoto Imagawa, japonský šlechtic (* 1519)
- 1577 – Orazio Samacchini, italský manýristický malíř (* 10. prosince 1532)
- 1675 – Karel Emanuel II. Savojský, savojský vévoda (* 20. června 1634)
- 1723 – Afife Kadın, manželka osmanského sultána Mustafy II. (* 1685)
- 1734 – James Fitzjames, vévoda z Berwicku, anglický vojevůdce, levoboček krále Jakuba II. (* 21. srpna 1670)
- 1747 – Jakub Arnošt z Lichtenštejna, biskup olomoucký a arcibiskup salcburský (* 14. února 1690)
- 1755 – Hadrian Daude, německý jezuita a historik (* 9. listopadu 1704)
- 1780 – Andreas Altomonte, rakouský architekt (* 1699)
- 1789 – Jean-Étienne Liotard, francouzský malíř švýcarského původu (* 22. prosince 1702)
- 1877 – Nikolaj Ogarev, ruský socialista, publicista a básník (* 6. prosince 1813)
- 1878 – Jiří V. Hannoverský, král hannoverský (* 27. května 1819)
- 1912
  - Ferdinand Zirkel, německý geolog (* 20. března 1838)
  - Léon Dierx, francouzský básník (* 31. března 1838)
  - Frédéric Passy, francouzský politik a ekonom (* 20. května 1822)
- 1921 – William B. Post, americký fotograf (* 26. prosince 1857)
- 1936
  - Montague Rhodes James, anglický povídkář, paleograf a mediavelista (* 1. srpna 1862)
  - Karl Kraus, rakouský spisovatel (* 28. dubna 1874)
- 1937
  - Jeronim Uborevič, carský důstojník, později sovětský vojenský velitel (* 14. ledna 1896)
  - Michail Tuchačevskij, maršál Sovětského svazu (* 16. února 1893)
- 1957 – Jimmy Dorsey, americký klarinetista, saxofonista a skladatel (* 29. února 1904)
- 1963 – Eduard Fiedler, starosta Chomutova, ministr zemské vlády v Bádensku-Württembersku (* 1. října 1890)
- 1968 – Herbert Read, anglický historik umění a básník (* 4. listopadu 1893)
- 1972
  - Edmund Wilson, americký spisovatel (* 8. května 1895)
  - Saul Alinsky, americký teoretik aktivismu (* 30. ledna 1909)
  - Ludwig von Bertalanffy, rakouský biolog a filosof (* 19. září 1901)
- 1978 – Kuo Mo-žo, čínský spisovatel, archeolog, komunistický politik (* 16. listopadu 1892)
- 1979 – Ferenc Nagy, maďarský politik, předseda vlády (* 8. října 1903)
- 1980 – Masajoši Óhira, premiér Japonska (* 12. března 1910)
- 1981 – Boris Polevoj, sovětský spisovatel (* 17. března 1908)
- 1982 – Karl von Frisch, rakouský etolog, Nobelova cena za fyziologii a lékařství (* 20. listopadu 1886)
- 1983 – Norma Shearerová, americká herečka (* 10. srpna 1902)
- 1985 – Helmuth Plessner, německý filosof a sociolog (* 4. září 1892)
- 1986 – Carlo Vivarelli, švýcarský grafický designér (* 8. května 1919)
- 1987
  - Paul Janes, německý fotbalista (* 11. března 1912)
  - Tuvia Bielski, polský odbojář (* 8. května 1906)
- 1989 – Princezna Niloufer, osmanská princezna a vnučka sultána Murada V. (* 4. ledna 1916)
- 1992 – Robert Milton Zollinger, americký chirurg (* 4. září 1903)
- 1994 – Menachem Mendel Schneerson, významný chasidský rabín (* 18. dubna 1902)
- 1995 – Arturo Benedetti Michelangeli, italský klavírista (* 5. ledna 1920)
- 1996 – Gottfried von Einem, rakouský hudební skladatel (* 24. ledna 1918)
- 1997 – Bulat Šalvovič Okudžava, ruský básník (* 9. května 1924)
- 2003 – Gregory Peck, americký herec (* 5. dubna 1916)
- 2006 – György Ligeti, jeden z nejvýznamnějších skladatelů 20. století (* 28. května 1923)
- 2007 – Tošija Itó, japonský herec (* 8. října 1947)
- 2010 – Jerzy Stefan Stawiński, polský prozaik, filmový scenárista a režisér (* 1. července 1921)
- 2012 – Elinor Ostromová, americká politická ekonomka, nositelka Nobelovy ceny za ekonomii (* 7. srpna 1933)
- 2013 – Johnny Smith, americký kytarista (* 25. června 1922)
- 2014 – Jimmy Scott, americký zpěvák (* 17. července 1925)
- 2022 – Phil Bennett, velšský ragbista (* 24. října 1948)
- 2023
  - Silvio Berlusconi, italský politik a podnikatel (* 29. září 1936)
  - Treat Williams, americký herec (* 1. prosince 1951)
  - Vjačeslav Zajcev, sovětský volejbalista (* 12. listopadu 1952)
- 2024
  - Vjačeslav Zudov, sovětský letec a kosmonaut (* 8. ledna 1942)
  - Jerry West, americký basketbalista (* 28. května 1938)

## Svátky

### Česko
- Antonie
- Izák

### Svět
- Mezinárodní den boje za odstranění práce dětí
- Filipíny – Den nezávislosti
- Finsko – Den Helsinek
- Turks a Caicos – Den ústavy
- Rusko – Den Ruska
- Slovensko – Zlatko

## Pranostiky

### Česko
- Svatá Tonička mívá často uplakaná očička.

| 12. červen v pražském KlementinuÚdaje jsou platné k 29. 4. 2025. | 12. červen v pražském KlementinuÚdaje jsou platné k 29. 4. 2025. | 12. červen v pražském KlementinuÚdaje jsou platné k 29. 4. 2025. |
| minimum                                                          | denní průměr                                                     | maximum                                                          |
| ---------------------------------------------------------------- | ---------------------------------------------------------------- | ---------------------------------------------------------------- |
| 7,1 °C (1955)                                                    | 17,6 °C (od 1961)                                                | 34,2 °C (2019)                                                   |